# Hugh Pughe Lloyd

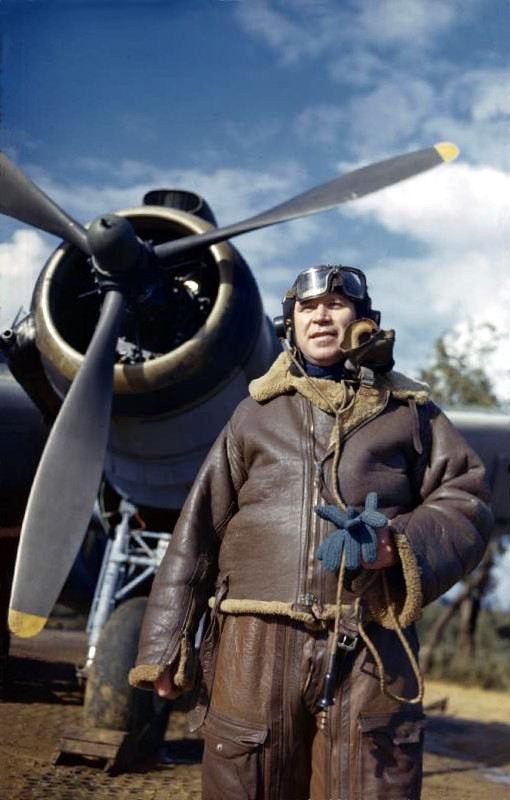
Air Vice Marshal Hugh Lloyd vor seinem Beaufighter, 1944

Sir Hugh Pughe Lloyd GBE, KCB, MC, DFC (* 12. Dezember 1894 in Leigh, Worcestershire; † 14. Juli 1981) war ein britischer Offizier der Royal Air Force (RAF).

## Leben
Lloyd trat nach Ausbruch des Ersten Weltkriegs im August 1914 als Soldat des 8. (Territorial Army) Bataillon des Worcestershire Regiment in die British Army ein. 1915 wechselte er als Fernmeldesoldat zu den Royal Engineers als Pionier bei. Er wurde im Kampf dreimal verwundet, bevor er 1917 eine Pilotenausbildung erhielt und als Offizier ins Royal Flying Corps übernommen wurde. Ab Januar 1918 diente er bei der No. 52 Squadron.
Nach dem Krieg blieb er bei der Royal Air Force (die 1918 aus dem Royal Flying Corps hervorging) im Offiziersdienst. Im Zweiten Weltkrieg wurde er 1940 zum Group Captain befördert und erhielt das Kommando über RAF Marham. Im Mai 1940 wurde er Senior Air Staff Officer der No. 2 Group.
Im Juni 1941 wurde er zum befehlshabenden Air Officer auf Malta ernannt, mit der schwierigen Aufgabe, die Insel einerseits gegen deutsche und italienische Luftangriffe zu verteidigen und andererseits den Schiffsverkehr der Achsenmächte, der General Rommels Afrikakorps versorgte, zu unterbrechen. Aufgrund der eindeutigen Unterlegenheit gegenüber den deutschen Messerschmitts und der darauf folgenden Zweiten Großen Belagerung Maltas, reagierte das Oberkommando der RAF und verlagerte zwei Staffeln von Supermarine Spitfires nach Malta und begannen Ende 1942 mit einer Offensive.
1942 wurde Lloyd als Senior Air Staff Officer in den Nahen Osten abkommandiert und wurde Anfang 1943 Befehlshaber der Northwest African Coastal Air Force (später umbenannt in Mediterranean Allied Coastal Air Forces).
Im Jahre 1945 wurde Lloyd mit der Aufstellung der Very Long Range Bombing Force (auch bekannt als Tiger Force) beauftragt – ein schwerer Bomberverband, der ursprünglich zur Luftoffensive gegen Japan eingesetzt werden sollte. Nach den Atombombenabwürfen auf Hiroshima und Nagasaki und dem darauf folgenden Kriegsende kam dieser nicht mehr zum Einsatz.
Nach zwei Jahren als Chefausbilder am Imperial Defence College wurde er 1947 zum Air Officer Commanding Far East ernannt. Im Februar 1950 wurde er Oberbefehlshaber des RAF Bomber Command. 1951 erreichte er den Rang eines Air Chief Marshal. Im Juni 1953 ging er in den Ruhestand.